# NGC 3148
NGC 3148 je zvijezda u zviježđu Velikom medvjedu.

## Vanjske poveznice
- SEDS: NGC 3148